# Salsola soda
Salsola soda es una especie de planta de la subfamilia Chenopodioideae perteneciente a la familia Amaranthaceae. Se trata de un halófila (una planta tolerante a la sal) que por lo general crece en las regiones costeras o salinas y puede ser regado con agua salada. La planta tiene una gran importancia histórica como fuente de carbonato de sodio, que se extraía de las cenizas de la Salsola soda y otras barrillas. La ceniza de sosa fueron una de las sustancias alcalinas cruciales en la fabricación de vidrio y la fabricación de jabón. La famosa claridad de los vidrios y cristales de Murano y Venecia dependía de la pureza de la "ceniza de sosa", y la naturaleza de este ingrediente se mantuvo en secreto. España tuvo una industria enorme en el siglo XVIII produciendo carbonato de sodio a partir de las salicornias. En 1807, Sir Humphry Davy aisló un elemento metálico a partir de la sosa cáustica y lo nombró sodio para indicar su relación con esta planta.

## Distribución
Es nativa del Mediterráneo occidental extendiéndose hasta Asia. En España se encuentra en las Islas Baleares donde crece en suelos salinos húmedos y arenales marítimos. 

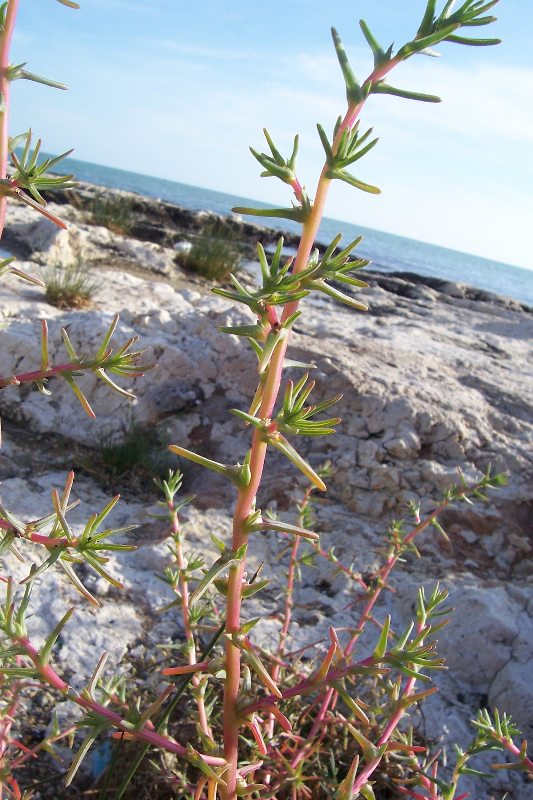
Detalle de la planta

## Descripción
Se trata de una planta herbácea erecta de hasta 80 cm de altura. Las hojas son semicilíndricas y carnosas con la base dilatada. Flores pequeñas y poco vistosas agrupadas en glomérulos axilares. El periantio está formado por hojas aquilladas y un poco soldadas en la base. Se diferencia de S. kali porque ésta tiene las hojas rígidas y acabadas en una espina. 

## Taxonomía
Salsola soda fue descrita por Carlos Linneo y publicado en Species Plantarum 1: 223. 1753.
Citología
Número de cromosomas de Salsola soda (Fam. Chenopodiaceae) y táxones infraespecíficos: 2n=18
Etimología
Salsola: nombre genérico que deriva del término latino salsus = "salado", de acuerdo con los hábitats de muchas de sus especies. 
soda: epíteto
Sinonimia
- Salsola longifolia Lam.
- Salsola soda var. depauperata Pau in Merino[4]
- Kali inermis Moench
- Kali soda Scop.
- Soda inermis Fourr.[5]

## Nombres comunes
- Castellano: álcali, alkalí planta, barrilla, barrilla comúm, barrilla común, barrilla de Sevilla, barrillera, álcali, peralejo, salicón, salicor, salicor de la Mancha, salicor fino, soda, sosa, sosa común, sosa álcali, sosa legítima[4]